# Рюкюсці
Рюкюсці (рюк. ウチナ, утіна; яп. 琉球民族, りゅうきゅうみんぞく, рюкю міндзоку) — корінний етнос островів Рюкю (префектура Окінава). Рюкюсці є найбільшою національною меншиною в Японії; 1,3 млн осіб проживає в префектурі Окінава, 300 000 — в інших районах Японії. Решта 300 000 розселилися за межами Японії, в основному на Гаваях.

## Короткі відомості
Поділяється на три етнографічні групи: окінавці, міякосці та яеяма. У 12—16 століттях рюкюсці мали власну державу — королівство Рюкю, яка у 17 столітті була завойована японськими самураями роду Сімадзу з Сацума-хану. Наприкінці 19 століття Рюкю остаточно була інкорпорована до Японської імперії. Консервативні науковці вважають рюкюсців етнографічною групою японців, а рюкюську мову — діалектом японської.

## Культура
Завдяки тісним історичним зв'язкам Окінави з Китаєм, Японією, Індонезією і Малайзією місцева культура розвивалася під постійним іноземним впливом. Проте, Окінава стала батьківщиною безлічі самобутніх культурних практик, предметів і технік: бойового мистецтва карате, музичного інструменту сансіна (предка сямісена), методу фарбування тканин бінгата, віршованого жанру рюка, особливого архітектурного стилю та безлічі інших. У 1393-му році у Тюдзан прибули китайські переселенці, утворивши громаду Куме недалеко від столиці Сюрі. З часів трьох царств і до кінця існування королівства Рюкю село Кумемура була культурним та освітнім центром. У культурі рюкюсців помітні китайський і новояпонський вплив поряд з древніми національними рисами. У більш урбанізованих районах островів японський вплив позначається помітніше, а в сільській місцевості, особливо у віддалених гірських селищах, старі національні традиції зберігаються до теперішнього часу.

## Мова
Рюкюсці говорять японською і спорідненими їй рюкюськими мовами: на островах Рюкю все ще залишаються шість корінних мов. Ці мови відрізняються від японської, хоча вони всі і належать до однієї родини японо-рюкюської сім'ї. Рюкюська мова перебуває в занепаді, оскільки з часу приєднання до Японської імперії рюкюсці були схильні до асиміляції з боку японців; в окінавських школах викладають тільки японською мовою. Сьогодні рюкюська мова залишається рідною приблизно для мільйона осіб, більшість з яких у похилому віці. Деякі діти вчать рюкюську, зазвичай якщо вони живуть з бабусями і дідусями. Мало хто з народжених в 1990-х називає одну з рюкюських своєю рідною мовою. Рюкюською співаються народні пісні, випускається новинна радіопередача.

## Релігія
Традиційно жителі Окінави і прилеглих островів сповідували свою рюкюську релігію, поклоняючись божествам у священних гаях. Рюкюсці приділяють велику увагу ролі жінки в суспільстві. У рюкюській релігії жінки не тільки берегині домашнього вогнища, а й займають посаду жриці. Більшість рюкюсців молодого покоління до початку XXI століття вже не прихильники цієї релігії.

## Національний одяг
Національні костюми рюкюсців схожі з японськими: вільні запашні юката для чоловіків і жінок. Найпоширеніший колір тканини — синій з білою смугою для чоловіків, з білими дрібними цяточками для жінок. Такі тканини відомі на «материковій» Японії як рюкюські тканини. До початку XXI століття національний одяг носять на островах в основному люди старшого покоління.

## Відомі рюкюсці
- Сьо Тай
- Накама Юкіе